# 데이비드 오길비
데이비드 오길비 (David Mackenzie Ogilvy, 1911년 6월 23일 ~ 1999년 7월 21일)는 영국 태생 미국의 광고인, 기업인, 저술가이다.

## 생애
데이비드 오길비는 1911년 6월 23일 영국 웨스트호슬리에서 스코틀랜드인 아버지와 아일랜드인 어머니 사이에서 태어났다. 어린 시절 아버지의 사업 실패로 힘든 소년기를 보내며 옥스퍼드 대학교에 입학했으나 우울증으로 학업에 부진, 퇴학 당했다. 이후 농부, 요리사, 외판원 등을 거쳤는데 당시의 경험은 그의 저서에서 여러 차례 인용되었다. 오븐 외판원으로 일하던 중 판매량을 늘릴 목적으로 만든 세일즈 가이드북에서 광고의 필요성을 느끼게 되고, 자신이 가이드북을 만들어 보낸 영국 소재의 광고대행사 마더 앤 크로더에 입사하면서 광고계에 입성했다. 얼마 뒤 마더 앤 크로더의 광고주 담당 영업간부의 자리까지 오른다. 이후 1938년 미국으로 이민하면서 영국 정보부, 주미 영국 대사관 등에서 모국인 영국 정부를 위해 일하는 등 다양한 직업을 거쳤다. 당시 조지 갤럽 사의 조사원으로 일하기도 했는데 이 당시의 경험은 데이비드 오길비가 이후 광고인으로 리서치의 중요성을 강조, 활용하는데에 주된 계기가 되었다.
1948년 직원 2명의 휴잇 오길비 벤슨 앤 매더 광고대행사를 창립, 이듬해에는 뉴욕 매디슨 가에서 현재 거대 광고회사로 성장한 오길비 앤 매더 광고대행사를 창립했다. 1965년에는 마더 앤 크로더를 인수했다. 이를 토대로 오길비 앤 매더를 100여개국에 지사를 둔 다국적 광고그룹으로 키우는데 성공했다. 광고인으로 기존의 공급자 중심의 광고 제작을 거부하고 리서치를 적극 도입하는 등 맹활약하여 현대 광고의 아버지라고 불리기도 하는데, 이민자로는 최초로 광고 명예의 전당에 이름을 올렸다. 타임지는 그에 대해서 "광고 비즈니스계가 그토록 찾아 헤매던 마술사"라고 평했으며 뉴스워크는 그를 광고계의 거인으로 선정하기도 했다. 대표 저서로 《어느 광고인의 고백》(=다른 제목으로《나는 광고로 세상을 움직였다》) , 《광고 불변의 법칙》, 《피와 두뇌와 맥주》,  등이 있다.

### 매직 랜턴
오길비는 과학적 조사와 자기 체험을 기초로 만든 크리에이티브 제작 원칙을 견지했고, 이를 부하 직원들에게 철저히 요구한 원칙주의자였다. 예를 들어 인용 부호를 찍으면 브랜드 상기율이 28% 상승하며, 뉴드성 헤드라인 열독률은 22% 높으며, 광고 독자의 80%는 바디카피를 읽지 않고 헤드라인만을 읽는다. 그는 이 같은 창작원칙을 여러 종류의 지침서에 담아 부하 직원들에게 가르치곤 하였다.

### 은퇴 후 활동
1975년 광고계에서 은퇴한다고 밝혔으나 1983년 대표 저서인 광고 불변의 법칙을 저술하기도 했고, 1989년 오길비 앤 매더가 영국의 WPP그룹에 인수된 이후 줄곧 회사의 명예회장을 맡기도 했다.

## 사망
1999년 7월 21일 프랑스에서 88세를 일기로 생을 마감했다.

## 명언
그는 '무조건 팔아라(We Sell, Or Else)', '고객은 아내이다'라는 유명한 명언을 남겼다.

## 주요 전략
그가 광고인으로서의 인생을 살면서 주로 사용했던 전략은 브랜드 이미지 전략이다.

## 주요 저서
- 어느 광고인의 고백
- 광고 불변의 법칙
- 피와 두뇌와 맥주
- 나는 광고로 세상을 움직였다.

## 같이 보기
- 맥스 클리퍼드
- 코튼 매더